# Steganthera
Steganthera é um género de plantas com flores pertencentes à família Monimiaceae.
A sua área de distribuição nativa é a Papuasia.
Espécies:
- Steganthera alpina Perkins
- Steganthera australiana C.T.White
- Steganthera chimbuensis Philipson
- Steganthera cooperorum Whiffin
- Steganthera cyclopensis Philipson
- Steganthera dentata (Valeton) Kaneh. & Hatus.
- Steganthera fasciculata Philipson
- Steganthera hentyi Philipson
- Steganthera hirsuta Perkins
- Steganthera hospitans (Becc.) Kaneh. & Hatus.
- Steganthera ilicifolia A.C.Sm.
- Steganthera insculpta Perkins
- Steganthera laxiflora (Benth.) Whiffin & Foreman
- Steganthera ledermannii (Perkins) Kaneh. & Hatus.
- Steganthera macooraia (F.M.Bailey) P.K.Endress
- Steganthera moszkowskii (Perkins) Kaneh. & Hatus.
- Steganthera myrtifolia (A.C.Sm.) Philipson
- Steganthera odontophylla Perkins
- Steganthera oligantha (Perkins) Kaneh. & Hatus.
- Steganthera parvifolia (Perkins) Kaneh. & Hatus.
- Steganthera psychotrioides Perkins
- Steganthera pycnoneura Perkins
- Steganthera royenii Philipson
- Steganthera salomonensis (Hemsl.) Philipson
- Steganthera stevensii W.N.Takeuchi
- Steganthera suberosoalata Kosterm.
- Steganthera symplocoides Perkins